# Langkofel
Langkofel, italsky Sassolungo, je hlavním vrcholem horské skupiny Langkofel v Dolomitech v údolí Val Gardena. Jméno Sassolungo znamená Dlouhý kámen či skála. Jeho nadmořská výška je 3181 m.
Hřeben Langkofelu se rozkládá na území v délce jednoho kilometru ve směru SZ-JV. Normální výstupová trasa vede přes jihozápadní stěnu a je extrémně dlouhá. První výstup provedl 13. srpna 1869 Paul Grohmann (1838-1908).
Ze sedla Passo Sella (2180 m n. m.) vede lanovka s gondolami pro stojící osobu z roku 1960 k horské chatě Rifugio Toni Demetz umístěné ve štěrbině Langkofelscharte. Na vrcholy Langkofelu a Fünffingerspitze vedou odtud zajištěné cesty - ferraty a vrcholy jsou tak dostupné i pro dobře vybavené turisty.
Túra okolo Sassolungo poskytuje úžasné výhledy na horské skupiny Sella, Marmolada a Alpe di Siusi.
V zimě je chata i lanovka uzavřena, protože sjezdovky vedoucí od chaty není možné upravit rolbou. Lyžování si zde vyžádalo v posledních několika letech několik úmrtí.
V přírodním výklenku na východní straně masívu Sassolungo je od roku 1950 umístěna asi 3 metry vysoká dřevěná socha Madonny od sochaře Flavia Pancheriho.

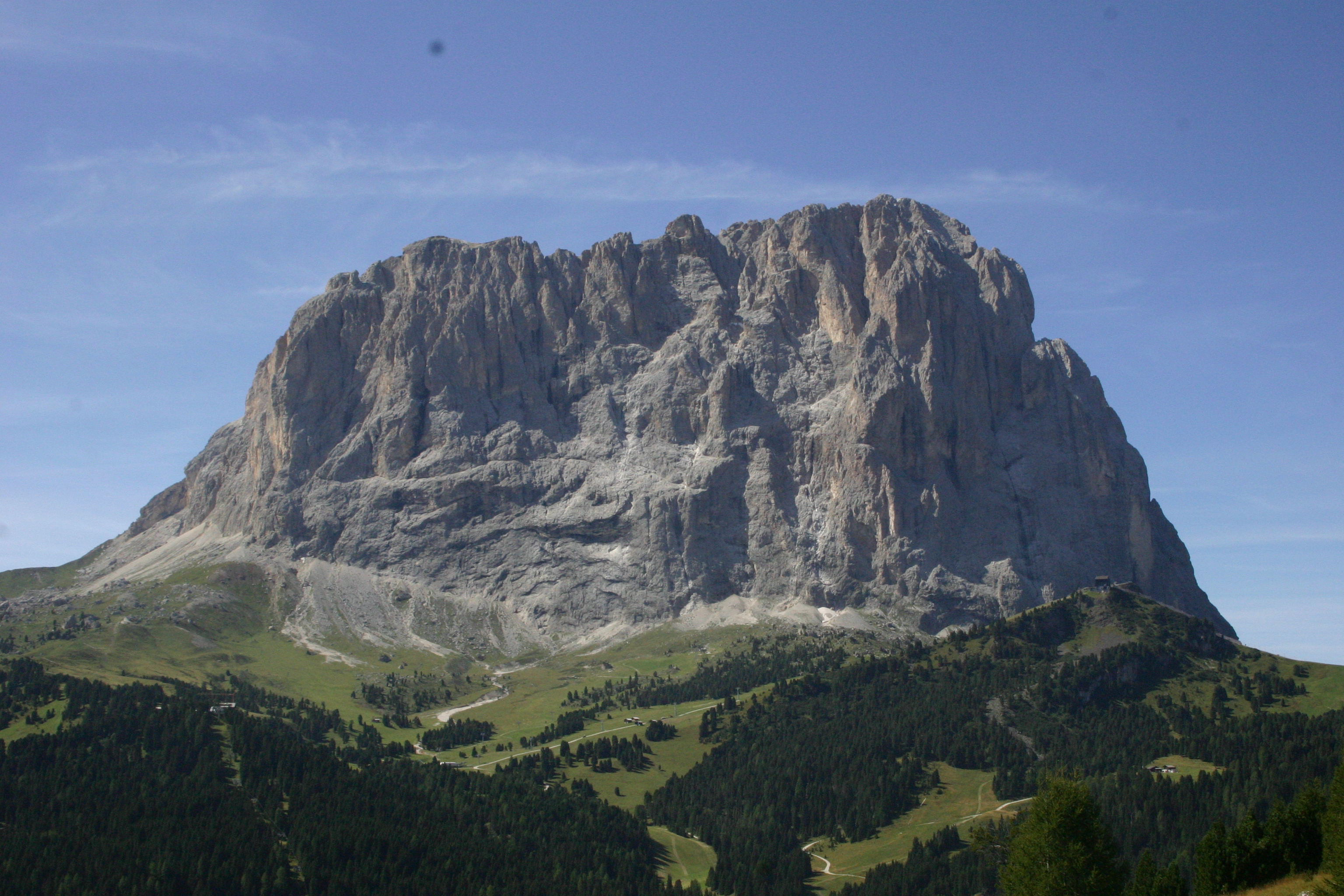
Langkofel, pohled na Grödner-Joch-Passstraße v létě
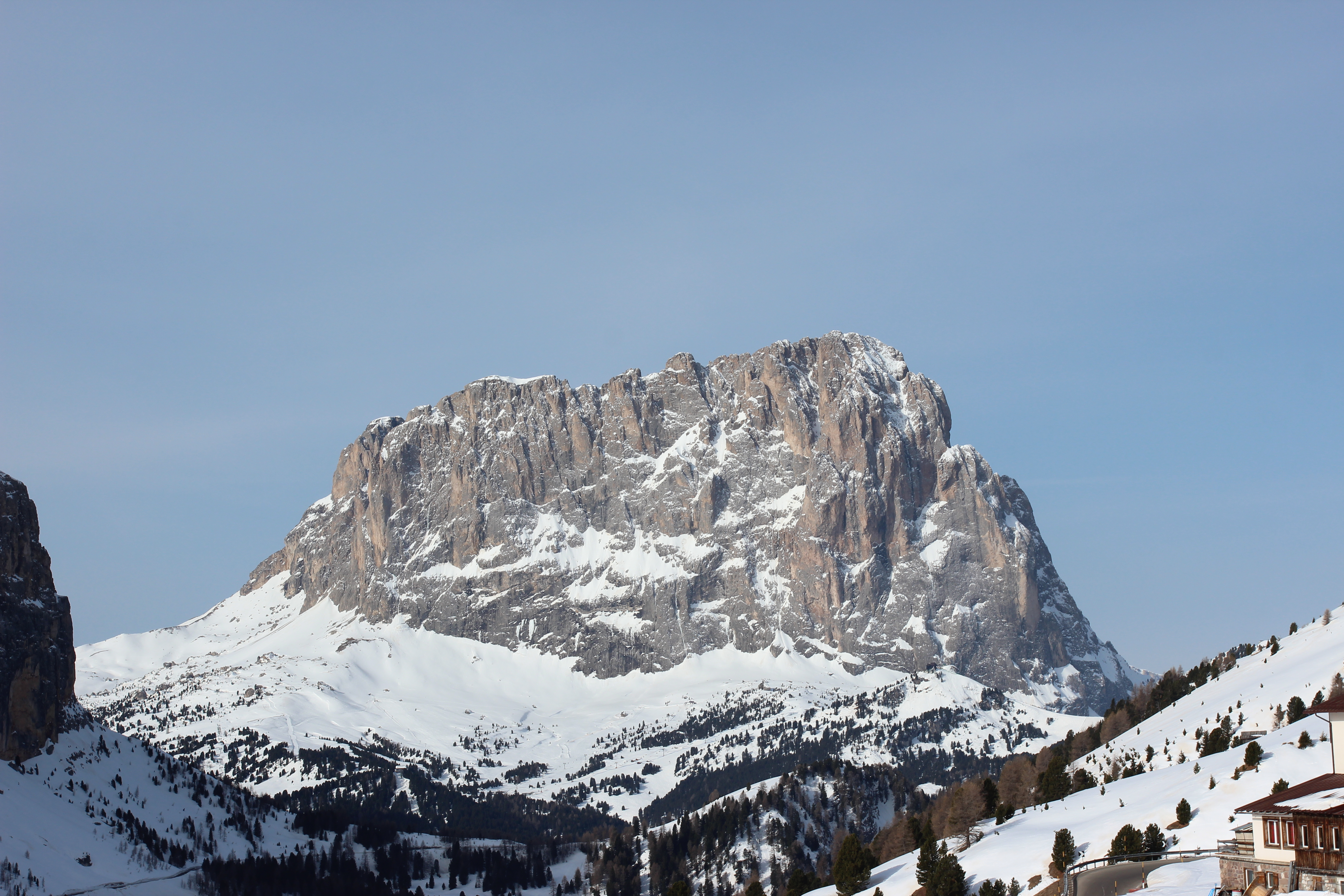
Langkofel, pohled na Grödner-Joch-Passstraße v zimě
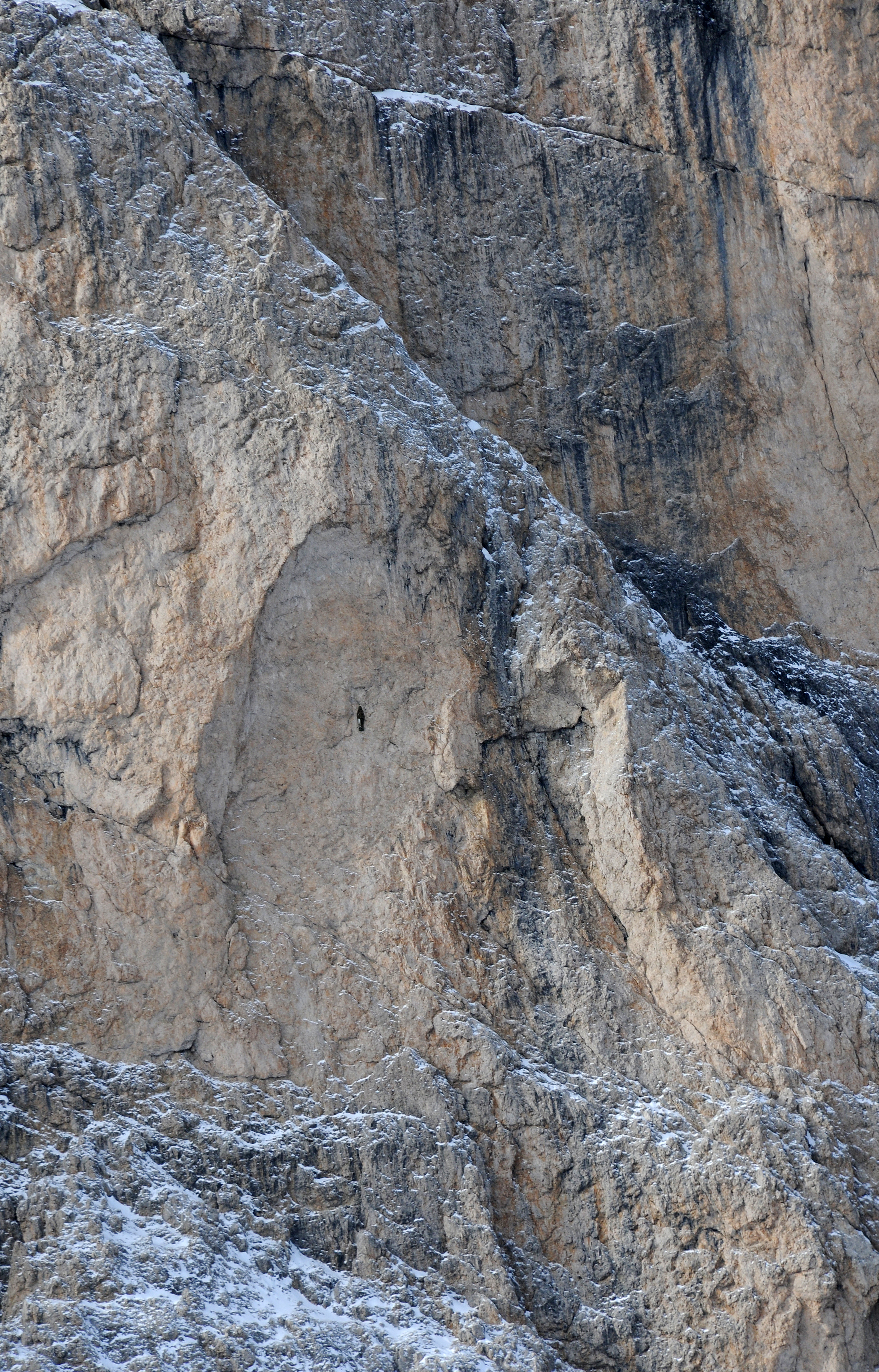
Dřevěná Madonna od Flavia Pancheriho na východní stěně